# Ještěrka živorodá
Ještěrka živorodá (Zootoca vivipara, starším názvem Lacerta vivipara) je široce rozšířený eurasijský plaz a vůbec nejhojnější druh ještěrky v Česku.
Synonyma
- Lacerta vivipara Lichtenstein, 1823
- Zootoca vivipara (von Jacquin, 1787) (nomen nudum)

## Popis

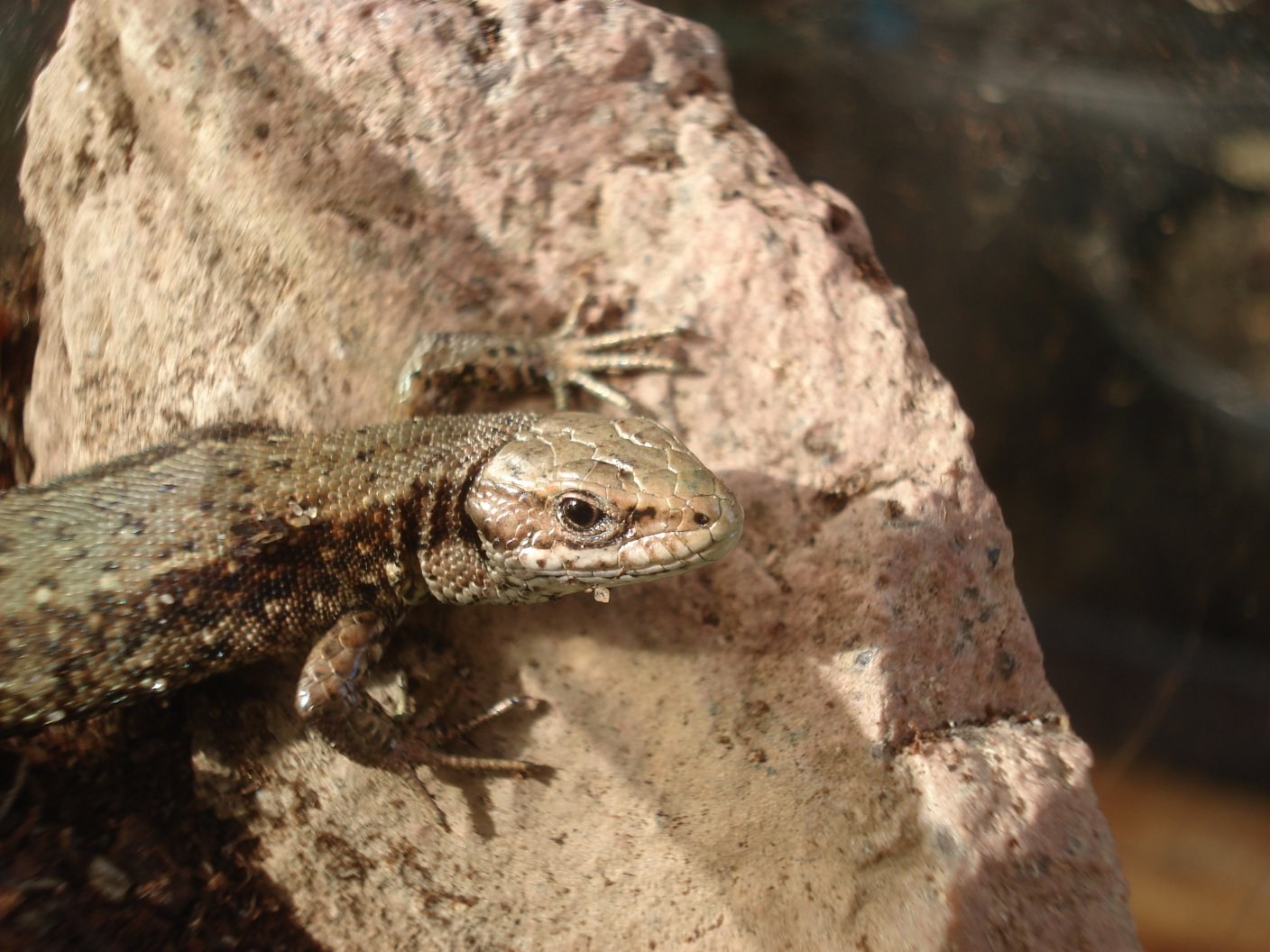
Světle zeleně zbarvená
ještěrka živorodá

Ještěrka živorodá je obvykle méně než 15 cm dlouhá (vyjma ocasu, který je 1,5 až 2krát delší než celé tělo), má krátké končetiny s dlouhými prsty a silnější krk a ocas. Její zbarvení je dle lokalit značně proměnlivé. Nejčastěji se objevují světle hnědí jedinci, ale může být zbarvena např. šedě, olivově zeleně nebo dokonce černě. Samci bývají většinou v porovnání se samicemi štíhlejší a mnohdy postrádají i tmavé pruhy na bocích nebo na hřbetu, tmavé skvrny na břišní straně těla a na rozdíl od samic mívají výrazněji zbarvenou břišní část.
V Česku nám hrozí záměna s podobnou ještěrkou zední (Podarcis muralis), která bývá o něco větší a na těle má výrazné síťkování.

## Rozšíření
Ještěrka živorodá patří mezi vůbec nejrozšířenější druhy pozemních plazů na světě. Nalezneme ji téměř v celé Evropě a západní až východní Asii, od Irska po ostrov Hokkaidó a Sachalin. Chybí v zemích kolem Černého moře a ve většině středomořských oblastí, ačkoli se vyskytuje i v severním Portugalsku a Španělsku, v severní Itálii, Srbsku, Severní Makedonii a Bulharsku.
Díky své vysoké přizpůsobivosti dokáže žít ještěrka živorodá i ve vysoce položených, severních oblastech jako jeden z mála žijících plazů a pomyslnou hranici jejího areálu výskytu tvoří až Polární kruh. Vystupuje obvykle do nadmořské výšky pod 2 000 m, ale v některých oblastech, např. v Alpách, ji můžeme spatřit i v 3 000 m n. m. V České republice ji nejčastěji nalezneme v zahradách, parcích, lesích, horských oblastech nebo na loukách. V jiných částech světa se vyskytuje i v lokalitě s rýžovými poli nebo poblíž bažin.

## Chování
Je aktivní ve dne a většinu času tráví na zemi, ačkoli umí dobře i šplhat po stromech nebo skalách. Její potravou se stávají především drobní bezobratlí živočichové, zvláště pak hmyz nebo členovci. Sama se pak stává potravou hadů nebo větších dravých ptáků. Za chladnějších letních dnů se často vyhřívá na výslunných březích, zplošťuje přitom tělo a roztahuje končetiny.
V severnějších oblastech začíná hibernovat v září nebo říjnu, pod zemí nebo pod kameny. Probouzí se přitom až v únoru. Populace z teplejších oblastí často nehibernují vůbec a jsou aktivní po celý rok, ačkoli v zimě obvykle méně.
Páří se v dubnu až květnu. Samec dosahuje pohlavní dospělosti ve dvou, samice až ve třech letech života. Samici při páření samec pevně stiskne a pokud není samice připravena na spáření, svého nápadníka uvědomí silným kousnutím. Mláďata se vyvíjí v matčině břiše přibližně tři měsíce.
Svůj název, živorodá, získala díky mezi ještěrkami neobvyklé vlastnosti rodit živá mláďata. Ještěrka živorodá je jedním z mála reprodukčně bimodálních druhů plazů, u níž se vyskytují jak živorodé (lecitotrofní), tak vejcorodé populace. Živorodá (lecitotrofní) populace je ve většině areálu. Populace jihozápadní Evropy jsou oviparní. Mláďata se rodí obvykle v červenci a v jednom vrhu jich je 3–10. Mladé ještěrky se rodí ve vaječné bláně, z níž se téměř okamžitě dostávají, jsou černá a po narození velká obvykle méně jak  cm. Jde také o poměrně dlouhověkého plaza, v přírodě se dožívá obvykle i více než 15 let.
V případě ohrožení předstírá mrtvou. Lehne si na záda, z tlamičky vypustí kapku krve a přestane se hýbat.

## Poddruhy
- ještěrka živorodá slovinská (Z. vivipara carniolica)
- ještěrka živorodá panonská (Z. vivipara pannonica)
- ještěrka živorodá sachalinská (Z. vivipara sachalinensis)
- ještěrka živorodá evropská (Z. vivipara vivipara)

## Ochrana
V České republice je zvláště chráněna jako silně ohrožený druh, je tedy mimo jiné zakázán i její odchyt, chov v zajetí a prodej. Chráněna jsou i její vývojová stádia a sídla.